# Yoshikane Mizuno
Pour les articles homonymes, voir Mizuno (homonymie).
Yoshikane Mizuno (水野義兼, Mizuno Yoshikane) (1954-) est un astronome japonais. D'après le Centre des planètes mineures, il a codécouvert 52 astéroïdes avec Toshimasa Furuta entre 1989 et 1993.
L'astéroïde (4541) Mizuno porte son nom.

## Astéroïdes découverts
| Astéroïdes découverts : 52 [1]   | Astéroïdes découverts : 52 [1] | Astéroïdes découverts : 52 [1] |
| -------------------------------- | ------------------------------ | ------------------------------ |
| (4265) Kani                      | 8 octobre 1989                 |                                |
| (4351) Nobuhisa                  | 28 octobre 1989                |                                |
| (4353) Onizaki                   | 25 novembre 1989               |                                |
| (4614) Masamura                  | 21 août 1990                   |                                |
| (4717) Kaneko                    | 20 novembre 1989               |                                |
| (4799) Hirasawa                  | 8 octobre 1989                 |                                |
| (4903) Ichikawa                  | 20 octobre 1989                |                                |
| (4904) Makio                     | 21 novembre 1989               |                                |
| (4951) Iwamoto                   | 21 janvier 1990                |                                |
| (5236) Yoko                      | 10 octobre 1990                |                                |
| (5287) Heishu                    | 20 novembre 1989               |                                |
| (5288) Nankichi                  | 3 décembre 1989                |                                |
| (5295) Masayo                    | 5 février 1991                 |                                |
| (5775) Inuyama                   | 29 septembre 1989              |                                |
| (5777) Hanaki                    | 3 décembre 1989                |                                |
| (5908) Aichi                     | 20 octobre 1989                |                                |
| (5909) Nagoya                    | 23 octobre 1989                |                                |
| (6392) Takashimizuno             | 29 avril 1990                  |                                |
| (6554) Takatsuguyoshida          | 28 octobre 1989                |                                |
| (6661) Ikemura                   | 17 janvier 1993                |                                |
| (6902) Hideoasada                | 26 octobre 1989                |                                |
| (7238) Kobori                    | 27 juillet 1989                |                                |
| (7240) Hasebe                    | 19 décembre 1989               |                                |
| (7408) Yoshihide                 | 23 septembre 1989              |                                |
| (7648) Tomboles                  | 8 octobre 1989                 |                                |
| (8188) Okegaya                   | 18 décembre 1992               |                                |
| (8272) Iitatemura                | 24 septembre 1989              |                                |
| (8278) 1991 JJ                   | 4 mai 1991                     |                                |
| (8487) 1989 SQ                   | 29 septembre 1989              |                                |
| (8490) 1989 TU10                 | 4 octobre 1989                 |                                |
| (8851) 1990 XB                   | 8 décembre 1990                |                                |
| (8864) 1991 VU                   | 4 novembre 1991                |                                |
| (8873) 1992 UM2                  | 21 octobre 1992                |                                |
| (9039) 1990 WB4                  | 16 novembre 1990               |                                |
| (11281) 1989 UM1                 | 28 octobre 1989                |                                |
| (11501) 1989 UU3                 | 29 octobre 1989                |                                |
| (11503) 1990 BF                  | 21 janvier 1990                |                                |
| (11865) 1989 SC                  | 23 septembre 1989              |                                |
| (11924) 1992 WS3                 | 17 novembre 1992               |                                |
| (12745) 1992 UL2                 | 21 octobre 1992                |                                |
| (13034) 1989 UN                  | 23 octobre 1989                |                                |
| (14851) 1989 SD                  | 23 septembre 1989              |                                |
| (14852) 1989 SE                  | 23 septembre 1989              |                                |
| (15715) 1989 UN1                 | 28 octobre 1989                |                                |
| (16456) 1989 UO                  | 23 octobre 1989                |                                |
| (17441) 1989 UE                  | 20 octobre 1989                |                                |
| (19144) 1989 UP1                 | 28 octobre 1989                |                                |
| (19977) 1989 TQ                  | 7 octobre 1989                 |                                |
| (20020) 1991 VT                  | 4 novembre 1991                |                                |
| (20036) Marcboucher              | 21 octobre 1992                |                                |
| (22297) 1989 WA1                 | 21 novembre 1989               |                                |
| (29164) 1989 UA                  | 20 octobre 1989                |                                |
| - [1] tous avec Toshimasa Furuta |                                |                                |